# بوکت
بوکت یکی از روستاهای استان آذربایجان شرقی است که در دهستان دیزجرود شرقی بخش قلعه‌چای شهرستان عجب‌شیر واقع شده‌است.
جمعیت این روستا بر پایهٔ نتایج سرشماری عمومی نفوس و مسکن سال ۱۳۸۵ خورشیدی، برابر با ۶۹۹ نفر بوده‌است.
این روستا یکی از روستاهای بسیار قدیمی و تاریخی شهرستان عجبشیر محسوب می‌شود و جغرافیای این روستا نشان دهنده موقعیت حساس آن در زمان‌های قدیم می‌باشد بطوری‌که این روستا در وسط دره‌ای واقع شده که دور تا دور آن را کوهای بلند احاطه کرده‌اند و تنها راه ورودی این روستا از ورودی اولیه روستا بوده که محل الحاق یا نزدیک شدن دو کوه بوده‌است که هرگونه تردد به داخل روستا قابل کنترل بوده‌است
این روستا دارای آب و هوای بسیار دلنشین و خنکی میاشد و از مناطق گردشگری شهرستان عحبشیر محسوب میگردد و از نقاط باستانی آن می‌شود به چشمه‌ای با عنوان محلی علی بلاغی یاد کرد که هرسال پذیرای مهمانان زیادی می‌باشد که با توجه به مذهبی بودن این چشمه نذری در آن پخش می‌شود.